# カタリーナ・フォン・エスターライヒ (1295–1323)

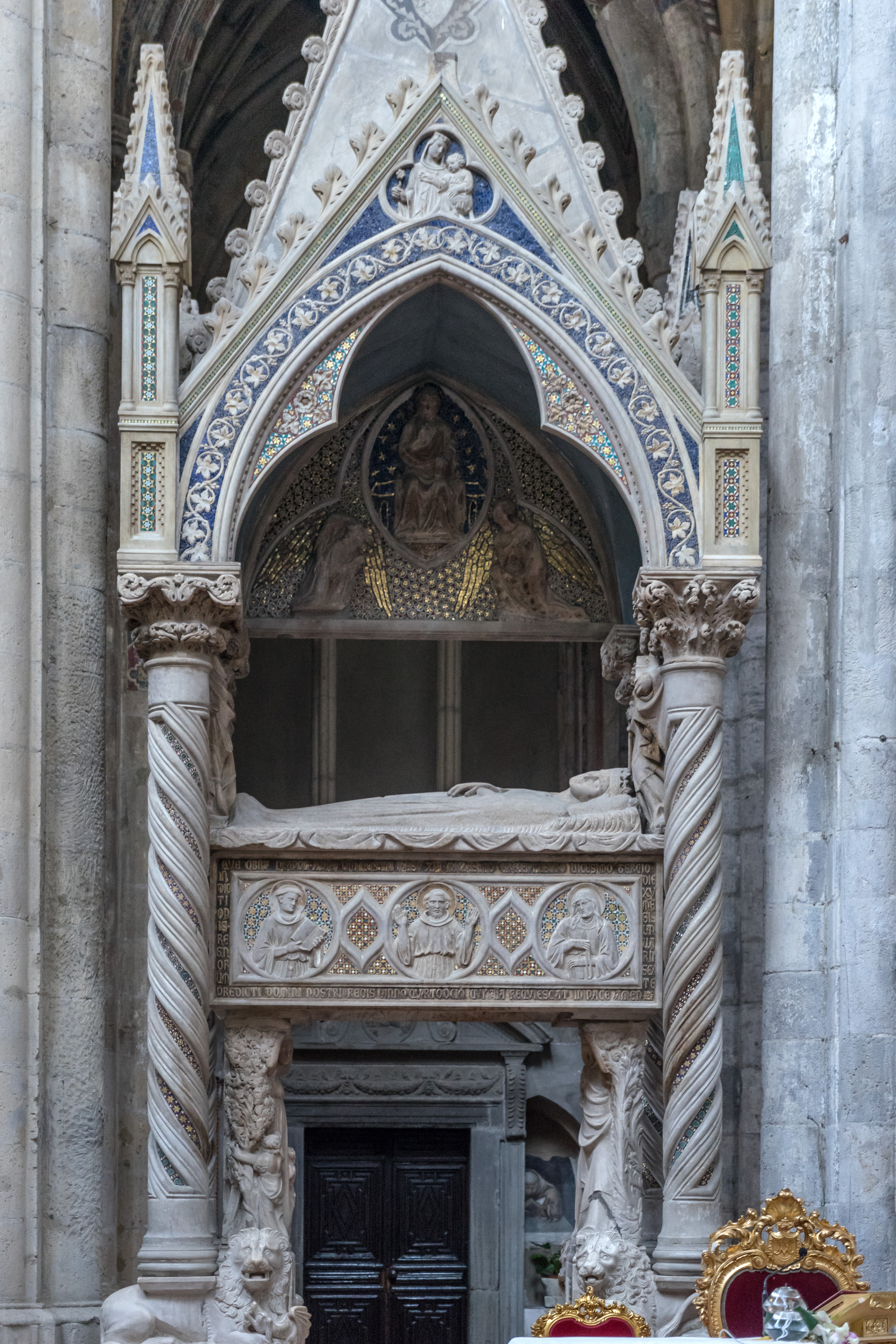
サン・ロレンツォ・マッジョーレ教会のカタリーナの墓所

カタリーナ・フォン・エスターライヒ（ドイツ語：Katharina von Österreich, 1295年10月 - 1323年1月18日）は、カラブリア公カルロの妃。

## 生涯
カタリーナはハプスブルグ家出身のローマ王アルブレヒト1世とエリーザベト・フォン・ケルンテンの間の娘である。1308年5月1日、カタリーナが12歳の時に父アルブレヒト1世が暗殺された。
カタリーナは最初に、1312年1月から5月の間にピエモンテ領主フィリッポ1世と婚約したが、フィリッポ1世は同年5月にカトリーヌ・ド・ラ・トゥール＝デュ＝パンと結婚した。ハプスブルク家は次にルクセンブルク家に接近し、カタリーナはハインリヒ7世と結婚することになった。ハインリヒ7世は1311年12月に妃マルグリット・フォン・ブラバントを亡くしていた。結婚式のためカタリーナら一行はイタリアに向かっていたが、1313年8月24日にハインリヒ7世はマラリアのためブオンコンヴェントで死去したため、結婚は取りやめとなった。
兄フリードリヒ3世は、対イタリア政策のため、1316年にカタリーナをカラブリア公カルロと結婚させた。この結婚からは子供は生まれなかった。7年後の1323年1月18日にカタリーナはナポリで死去し、サン・ロレンツォ・マッジョーレ教会に埋葬された。その後、カルロはフランス王フィリップ6世の異母妹マリー・ド・ヴァロワと再婚した。